# Harro Uwe Cloppenburg
Harro Uwe Cloppenburg (* 28. Oktober 1940; † 28. September 2023) war ein deutscher Unternehmer. Er war u. a. Geschäftsführer der Peek & Cloppenburg KG Düsseldorf.

## Unternehmertätigkeit
Harro Uwe Cloppenburg arbeitete ab 1968 im Familiengeschäft und übernahm 1986 die Leitung nach dem Tod seines Vaters James Cloppenburg jr. (1902–1986), des Sohnes von James Cloppenburg sen. (1877–1926). Sein älterer Bruder Ulf Cloppenburg (* 1939) fiel als Nachfolger aus; er hatte sich schon früh mit dem Vater zerstritten und diesen 1974 auf fünf Millionen Mark Schadenersatz verklagt.
Zu seinen wichtigsten Errungenschaften im Unternehmen gehörte in den 1970er Jahren die Einführung der Warenwirtschaft per Computer. Die Datenerfassung, elektronische Überwachung des Waren- und Geldkreislaufs sowie das Einlesen der Artikel an der Kasse vereinfachten die betrieblichen Abläufe.
Cloppenburg baute den guten Ruf des Unternehmens ab 1988 unter anderem durch die Errichtung von Verkaufshäusern in Zusammenarbeit mit namhaften Architekten weiter aus. Er wollte „schöne Häuser für schöne Mode“ erschaffen, dabei war ihm eine einzigartige Architektur besonders wichtig. So wurden die elf größten Häuser zu „Weltstadthäusern“, die das Unternehmen repräsentieren sollten. Sie wurden von bekannten Architekten wie Richard Meier, Renzo Piano, Gottfried Böhm, Charles Willard Moore und Josef Paul Kleihues entworfen. 2004 gewann das Düsseldorfer Haus des Architekten Richard Meier den „Preis für vorbildliche Handelsarchitektur in NRW“.
In den 1990er Jahren wurde unter seiner Geschäftsführung bei Peek & Cloppenburg als erstem Textilhändler ein elektronisches Bezahlsystem eingeführt, bei dem man nur mit EC-Karte und Unterschrift bezahlen konnte.
Unter Cloppenburg nahm das Unternehmen vermehrt Einfluss auf die Geschäftspolitik von Peek & Cloppenburg in den Niederlanden und Belgien im Jahr 1994. Es gab eine fortlaufende Expansion mit dem Rekordjahr 1998, in dem man 16 Hauseröffnungen feierte. Ende des Jahres 2000 gehörten 65 Häuser in Deutschland und acht Häuser im europäischen Ausland zu P & C West. Anfang der 2000er Jahre folgte die Expansion nach Osteuropa, die im Jahr 2008 zur Gründung der Peek & Cloppenburg KG, Wien, einer Zentrale für Österreich und Osteuropa führte. Bis zum Schluss trieb er die Expansion in Osteuropa voran, die zu einer wichtigen Säule der Unternehmensstrategie geworden ist.
2019 zog sich Cloppenburg nach über 50 Jahren im Unternehmen aus dem aktiven Geschäft zurück. Als Gesellschafter war er dem Unternehmen aber nach wie vor verbunden.

## Familie
Harro Uwe Cloppenburg war verheiratet und hat fünf Kinder.
- Hendrik Cloppenburg (* 19. Januar 1965) wurde beim New Yorker Luxuskaufhaus Saks geschult und galt um 2005 als „Kronprinz“.[8] Um 2007 war er Generalbevollmächtigter für den Einkauf der Herrenmode.[9] Nach einem Streit mit seinem Vater hat er um 2011 die Geschäftsleitung verlassen[10] und arbeitet seitdem außerhalb des Unternehmens.[11]

- John Cloppenburg (* um 1969) ist seit langer Zeit (vor 2007) Mitglied der Unternehmensleitung. Er wurde Anfang 2017 als neuer Sprecher der Familie und Gesicht des Unternehmens vorgestellt. Er ist Vater von vier Kindern.[11]

- Patrick Cloppenburg (* 2. Juli 1982) absolvierte ein Wirtschaftsstudium in London und trat 2005 als Abteilungsleiter für Herrenartikel in Köln in das Unternehmen ein. Nachdem er bereits zum 1. Januar 2010 in die Unternehmensleitung von Peek & Cloppenburg Düsseldorf eingetreten war, übernahm Patrick Cloppenburg nach dem Rückzug seines Vaters aus dem aktiven Geschäft im Jahr 2019 viele seiner Aufgaben, explizit aber nicht den Titel des Vorsitzenden der Geschäftsleitung.[12]

- Catharina Johanna Cloppenburg (* 27. Dezember 1985) ist seit Anfang 2016 Mitglied der Unternehmensleitung und dort zuständig für das Marketing.[13]

- Eine weitere Tochter arbeitet außerhalb des Unternehmens.[11]

## Sonstiges
Von Harro Uwe Cloppenburg gab es lange Zeit keine Fotos. Im Jahre 2005 wurde berichtet, dass der Kölner Express, dem bei der Eröffnung eines neuen Hauses ein Schnappschuss von ihm gelungen war, dieses auf Weisung seiner Anwälte aus dem Archiv löschen musste.
Das Vermögen von Harro Uwe Cloppenburg wurde 2010 auf etwa 500 Millionen Euro geschätzt. Er war seit dem 24. Mai 2000 in Feusisberg (Schweiz) gemeldet, wodurch er steuerliche Vorteile hatte. Seit 2005 besaß er die österreichische Staatsbürgerschaft.
2014 wollte er mit seinem Sohn Hendrik ein eigenes Jagdrevier bei Kesseling erwerben, wofür er der Gemeinde für ein 360 ha großes Waldstück eine Immobilie anbot: ein Geschäftshaus in der Bonner Innenstadt, vermietet unter anderem an ein zu P & C gehörendes Modegeschäft. Der Gemeinderat sprach sich jedoch einstimmig dagegen aus.
Im Jahre 2017 verklagte er die ehemalige Pflegerin seiner Stiefmutter Elisabeth Cloppenburg († 2015). Diese war von ihrer langjährigen Arbeitgeberin mit Schwarzgeld bezahlt worden, nach Darstellung der Pflegerin als Nettolohn. Harro Uwe Cloppenburg zweifelte dies an und forderte die hinterzogene Lohnsteuer von 242.000 Euro plus Zinsen, die er nachträglich gezahlt hatte, von ihr zurück. Das Gericht gab ihm dabei recht.
Er verstarb am 29. September 2023 im Alter von 82 Jahren.